# 挑河
挑河， 中华人民共和国山东省东营市的一条河流，原为黄河决口冲出的自然河道，后组织人工开挖形成。

## 流域
挑河全长32.62千米，由利津县进河口区入海。河口区中心城区的排水主要是由西向东排入挑河，非雨季时雨水自流排入河道，雨季水位高时则需用强排泵站排至挑河:108。

## 历史
1917年农历七月，黄河自老鸦嘴口门淤闭，由太平镇改道流向东北，经大洋铺、中合堂，由车子沟入海；其上游则在虎滩嘴东南分出一股汊河，经大牡蛎、四扣，在刘坨北的面条沟人海。面条沟，又称绵条子沟，就是如今的挑河。面条沟流路淤淀出沾利河以东义和、四扣至刘坨、二吕、八吕村以西的大片陆地。1926年6月，黄河在利津县八里庄北的吕家洼决口，改道流向东北，经丰国镇北，由刁口河入海。至1929年黄河再次改道，刁口河流路三年淤淀今六合街道以西，二吕、八吕村以东整个挑河流域:31。
1950年代初，山东北部地区将政府组织农民人工开挖河道称为“上河工”或叫“挑河工”，因挑河为人工开挖而被命名为“挑河”:720。
2000年，河口区投资360万元在城区以北1.5公里处的挑河上修建一座拦河闸。2001年，河口区对挑河东崔闸至新闸一段，共计长7公里河道进行清淤。2006年，河口区疏浚挑河28.12公里河道，建成橡胶拦河坝1座，新建排水闸1座，维修、改建支排闸2座，新建排水穿涵3座，并对挑河两岸进行绿化:51。

## 备注
1. ↑  曾为河口区太平乡，2010年5月并入新户镇
2. ↑  今义和镇大英村
3. ↑  今利津县汀河